# Pilaria coorgensis
Pilaria coorgensis är en tvåvingeart som beskrevs av Alexander 1963. Pilaria coorgensis ingår i släktet Pilaria och familjen småharkrankar. Inga underarter finns listade i Catalogue of Life.